# Теодора Ангелина Палеологина
Теодора Ангелина Палеологина, такође позната и као Теодора Комнина (старогрчки: Θεοδωρα Αγγελινα Παλαιολογινα; Θεοδωρα Κομνηνη), била је византијска племкиња, мајка цара Михаила VIII Палеолога.
Била је ћерка деспота Алексија Комнина Палеолога († 1203) и његове друге жене Ирине Комнин Анђел – најстарије ћерке византијског цара Алексија III Анђела и Еуфросине Дука Каматер и удовице Андроника Контостефана. Пошто се деспот Алексије Палеолог оженио принцезом Ирином Анђел у пролеће 1199. године, Теодорино рођење се може датирати отприлике у 1200. годину. У типопису манастира Светог Архангела Михаила у Авксентијевој Светој Гори, цар Михаило VIII Палеолог помиње своју мајку са световним именом Теодора Комнина, из чега се може судити да је Теодора за живота носила престижно презиме Комнина као њен патроним.
Теодора се замонашила и добила је име Теодосија. Умрла је непознатог датума, али пре свог мужа, који је умро почетком 1247. године.

## Породица
Теодора Ангелина Палеологина се удала 1216. године за Андроника Комнина Палеолога (* око 1190; † 1248/1252), великог доместика Византије, гувернера (претора) европског дела Никејског царства са седиштем у Солуну. Имали су четворо деце:
- Марија Палеолог, протосевастиса (* око 1214; † после 1267. као монахиња Марта), удала се 1237. за Нићифора Тарханиота, генерала, од 1260. и великог доместика († око 1266.)
- Ирина Комнин Палеолог (* 1218; † децембар 1284 као монахиња Евлогија), удала се за Јована Комнина Анђела Кантакузина († 1257 као монах Јоаникије), војводу Тракије (око 1244 – 1249), били су родитељи бугарске царице Марије Палеолог Кантакузин.
- Михаило VIII Палеолог (* 1224; † 1282), византијски цар (1259—1282).
- Jован Палеолог (* 1225/1230; † 1274/1275), севастократор.